# Alex MacDowall
Pour les articles homonymes, voir MacDowall.
Alexander "Alex" Hay MacDowall, né le 22 janvier 1991 à Carlisle, est un pilote automobile britannique. Il concourt actuellement dans le championnat du monde des voitures de tourisme chez bamboo-engineering.

## Carrière automobile

### Début de carrière
MacDowall a commencé sa carrière en T Cars en 2005, et y est resté également en 2006. En 2007, il s'engage en Renault Clio Cup anglaise avec Total Control Racing, terminant 32e en général. Il a ensuite terminé au troisième rang à la Winter Cup, le championnat de fin d'année de la Clio Cup. En 2008, rempilant pour une nouvelle saison chez Total Control Racing, il signe un podium et finit ainsi la saison à la septième position. Il récidive en Winter Cup avec une 3e place au général. En nette progression depuis 2007, il est logique de voir MacDowall à la plus haute marche du podium puisqu'il signe quatre victoires en 2009 et devient vice-champion de la discipline.

### BTCC
Les performances impressionnantes de MacDowall en Renault Clio Cup en 2009 ont surpris plusieurs écuries de pointes du BTCC tel que Motorbase Performance, RML et West Surrey Racing. Ces trois écuries lui offrent la possibilité d'effectuer des tests au cours de la pause hivernale, en préparation pour la saison 2010. En mars 2010 il est engagé par RML, dont cette dernière possède une écurie usine, la Silverline Chevrolet, avec Jason Plato en tant que coéquipier. Lors d'une séance de qualification à Snetterton se déroulant sous la pluie, il est devenu le plus jeune poleman de l'histoire du championnat, mais le levier de vitesses de la voiture s'est brisé lorsqu'il a enclenché le second rapport au départ de la première course. La malchance s'abat de nouveau lors des 2 autres courses du week-end, avec un abandon et une 13e place. Ses débuts en BTCC ont été satisfaisants, avec deux podiums, deux pole positions, un meilleur tour et une 11e place au classement global. L'année suivante, il réitère ses bonnes performances, terminant la saison au 9e rang avec 100 points et 3 podiums au volant d'une Chevrolet Cruze LT de la même écurie.

### WTCC
MacDowall s'engage à l'échelle internationale des voitures de tourisme pour le compte de bamboo-engineering en WTCC pour la saison 2012. Son partenaire d'écurie est le pilote italien Pasquale Di Sabatino.

## Carrière
- 2005: T Cars
- 2006: T Cars (7e)
- 2007: Renault Clio Cup britannique (32e)
  - SEAT Cupra Cup
  - Renault Clio Cup britannique Winter Series (3e)
- 2008: Renault Clio Cup britannique (7e)
  - Renault Clio Cup britannique Winter Series (3e)
- 2009: Renault Clio Cup britannique (2e)
  - Renault Clio Cup belge
  - SEAT Leon Supercopa espagnole
- 2010: BTCC (11e)
- 2011: BTCC (9e)
- 2012: WTCC, 11e
- 2013: WTCC, 11e
- 2014: WEC LMGTE Pro, 12e
- 2015: WEC LMGTE Pro